# Левитикон (театр)
Московский христианский театр музыки и драмы «Левитикон» — один из театров Москвы, существующий на идейной основе христианства. Основан в 2005—2006 годах сегодняшним художественным руководителем Саввой Старковским. Театр в настоящее время переживает период становления и роста, и в ближайшем будущем может возглавить Союз христианских театральных деятелей.

## Деятельность
Театр является основателем ежегодного Международного Христианского Театрального Фестиваля «Мистерия», проходящего при поддержке правительства Москвы, Союза театральных деятелей РФ, Союза христианских театральных деятелей. Согласно заявлениям организаторов: «цель фестиваля — возрождение церковного театра. Более 20 театров с постановками из мировой классики и современной драматургии приедут со всех уголков России и зарубежья для того, чтобы быть вместе, поделиться опытом, секретами мастерства и показать свои новые работы… <…> …Наш фестиваль, как и театр в целом межконфессионален. В нем принимают участие театры из православных, католических, лютеранских, протестантских и других церквей».
Согласно заявлениям СМИ, в рамках фестиваля состоится также выставка работ христианских художников, благотворительный концерт всемирно известного скрипача из Финляндии Сергея Попова, ведущие педагоги театральных вузов России проведут мастер-классы и семинары.

## Отзывы
- Роман Лункин:[2]: „Левитикон“ был изначально настроен на то, чтобы ставить как русскую классику, так и современные философские пьесы. Помимо Чехова, в театре ставили „Данко и старуха Изергиль“, а также известную пьесу Эммануэля Шмитта „Оскар и Розовая Дама“. Дело в том, что еще в 2004 году Алиса Фрейндлих сыграла этот моноспектакль к своему юбилею на сцене Театра имени Ленсовета. Главный герой Оскар — десятилетний мальчик, умирающий от лейкемии — его и играла Алиса Фрейндлих. У мальчика осталось 12 предновогодних дней, и он пишет письма Богу, которые начинаются „Здравствуй, дорогой Бог!“. В письмах он проживает ту жизнь, которую ему не суждено прожить